# Раковский, Иван (антрополог)

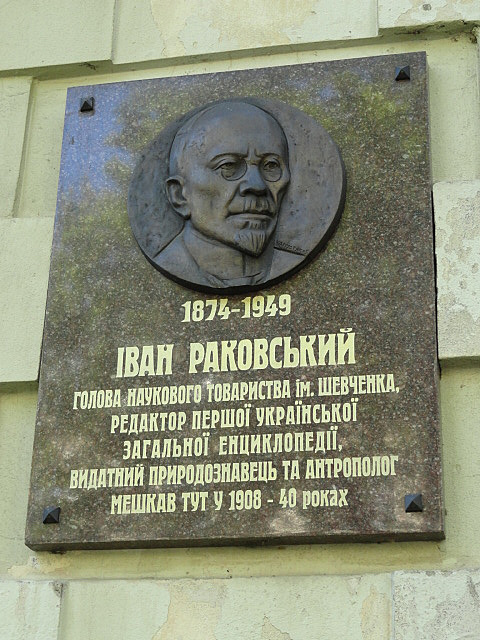
Мемориальная доска ученому-антропологу Ивану Раковскому во Львове

Иван Раковский (укр. Іва́н Рако́вський; 24 августа 1874, с. Чагров Австро-Венгерская империя (ныне в Ивано-Франковской области Украины) — 1 марта 1949, Ньюарк, штат Нью-Джерси США) — украинский антрополог и зоолог, педагог, профессор, доктор философии (1903), общественный деятель.

## Биография
Сын сельского священника. Обучался во Львовском университете. После его окончания с 1896 до 1928 работал учителем гимназий Коломыи и Львова.
В 1904—1906 под руководством Ф. Вовка (Волкова) проводил антропологические исследования в местах проживания русинов (лемков, бойков и гуцулов) в Карпатах, затем продолжал их на Подолье. В 1912—1914 стажировался под руководством профессора антропологии Ф. Волкова в Санкт-Петербургском университете, позже в Париже.
В 1914—1917 работал в Венском научно-исследовательском институте Востока и Ближнего Востока (Forschungsinstitut für Osten und Orient).
В 1921—1925 был одним из организаторов курса зоологии и антропологии во Львовском тайном украинском университете, в качестве профессора читал курс лекций.
С 1903 — действительный и почётный член Научного общества им. Т. Шевченко, с 1935 до 1940 — его председатель.
В 1930—1935 — главный редактор первой «Украинской общей энциклопедии» («Української Загальної Енциклопедії»), активный член общества «Рідна Школа», «Просвита», «Відродження» (был его первым председателем) и др.
После войны эмигрировал в США. Умер в Ньюарке.

## Научная деятельность
Автор более 20 научных работ в области зоологии (в частности, беспозвоночных) и антропологии, научно-популярных трудов и школьных учебников по естествознанию.

## Избранные труды
- «Расовість слов’ян», 1919,
- «Погляди Хведора Вовка на расовість українського народу»,
- «Вселенна. Начерк астрономії. Ч. I», 1922
- «Взгляд на антропологические отношения украинского народа» (в соавт с Сергеем Руденко, 1925)
- «Новий світогляд сьогочасної науки» (1947)